# UFC Fight Night: Poirier vs. Hooker
UFC Fight Night: Poirier vs. Hooker (também conhecido como UFC on ESPN: 12) foi um evento de MMA produzido pelo Ultimate Fighting Championship no dia 27 de junho de 2020, no UFC Apex em Las Vegas, Nevada.

## Background
O evento era esperado para ocorrer no Frank Erwin Center em Austin, Texas. Devido à pandemia do coronavírus todos os eventos do UFC a partir do UFC 249 seriam adiados.
Uma luta no peso leve entre o ex-campeão peso leve interino Dustin Poirier e Dan Hooker é esperada para servir como luta principal.
Uma luta no peso mosca feminino entre Alexa Grasso e Ji Yeon Kim estava marcada para este evento. Entretanto, a luta foi remarcada para o dia 29 de agosto no UFC Fight Night 178.
Ian Heinisch era esperado para enfrentar Brendan Allen neste evento. Entretanto, Heinisch teve que se retirar da luta citando uma lesão e foi substituído por Kyle Daukaus.
Uma luta no peso mosca feminino entre Jennifer Maia e Viviane Araújo estava marcada para este evento. Porém, a luta foi adiada devido a problemas de documentação para viagem por causa da pandemia do coronavírus.

## Bônus da Noite
Os lutadores receberam US$50.000 de bônus:
- Luta da Noite:  Dustin Poirier vs.  Dan Hooker
- Performance da Noite:  Julian Erosa e  Kay Hansen